# Фалецкий, Аркадий Николаевич
Аркадий Николаевич Фалецкий (? — 1889 год) — полковник Российской империи.

## Биография
Родился в семье генерал-майора от кавалерии Николая Денисовича Фалецкого, который был до 29.12.1844 года Председателем пограничного управления Сибирских киргизов, когда по болезни был уволен, с присвоением ему звания генерал-майора.Воспитанник Санкт-Петербургского Первого кадетского корпуса, откуда в 1851 году был выпущен прапорщиком в 1-ю полевую артиллерийскую бригаду. В 1860 году поступил в Николаевскую академию генерального штаба, по выходе из которой, в 1862 году, принимал участие в усмирении польского восстания (1863—1864), состоя при 3-й пехотной дивизии; затем служил в военно-учебном отделении Главного штаба.
Написал статью «О судах чести в Пруссии и возможно ли что-нибудь подобное у нас?» («Отечественные записки», 1863 год) и «Сборник сочинений офицеров Николаевской академии Генерального штаба» (1863 год), а также ряд статей по вопросам тактики, стратегии и артиллерии в «Русском инвалиде», «Военном сборнике» и «Артиллерийском журнале»). Особенно известны напечатанные в тех же журналах его переводы сочинений немецких военных писателей Шарфа, Гофбауера и Тюргейма, вышедшие впоследствии и отдельно.